# 林家菊丸
林家 菊丸（はやしや きくまる）は、上方落語の名跡。当代は三代目。
- 初代林家菊丸 - 生没年不詳。本名の苗字が「菊本」であったために「菊丸」を名乗ったとされる。初代林家正三の門下。天保14年（1843年）の見立番付には既に名が見られ、嘉永6年（1853年）および安政ころの番付では東方前頭筆頭となっており、幕末の上方林家一門における中心人物であったと推測される。二世曽呂利新左衛門は猫丸時代に、この初代林家菊丸の物まねで人気を取っていた。それを聞いた初代林家菊丸本人が面白がり、呼び寄せて共演をした。今で言う「御本人登場」である。長男は自身の門下で「二代目林家菊丸」になり、次男は林家花丸を名乗った。弟子には先述の二代目菊丸・花丸の他に、初代林家染丸、林家雛丸らがいた。
- 二代目林家菊丸 - 本項目で記述
- 三代目林家菊丸[1] - 当代。

二代目 林家 菊丸（生没年未詳）は、上方の落語家。本名の苗字は「菊本」。

## 経歴
初代林家菊丸の実子。父の初代林家菊丸に入門し、初代林家小菊丸を名乗る。明治4年頃に「二代目林家菊丸」を襲名。
晩年には盲目となる。1901年前後に没したとされる。

## 人物
『落語系圖』には、三代目林家正三の門下にも名が記され、「滑稽に長ず」とある。初代林家菊丸の死後、三代目林家正三の門下に移った可能性もある。
なお、弟は「菊造」、「二代目林家小菊丸」を経て、「林家花丸」を名乗る。
二人の落語家に噺をさせ、その間違いや欠点を客に意見させて勝負を競う余興である「落語相撲」の行司や、「落語裁判」の弁護士が非常に巧かったと伝わる。

## 芸風
多くの新作も物にし、現在もしばしば演じられる『猿廻し（堀川）』『不動坊』『後家馬子』『吉野狐』などは、この二代目林家菊丸の作と言われる。いずれも当時の裏長屋の生活と、そこに暮らす人々の哀歓を巧みに描いた異色作である。